# 5160 Camoes
5160 Camoes è un asteroide della fascia principale. Scoperto nel 1979, presenta un'orbita caratterizzata da un semiasse maggiore pari a 2,4017669 UA e da un'eccentricità di 0,0707955, inclinata di 8,28108° rispetto all'eclittica.